# Cosseria
Cosseria är en ort och kommun i provinsen Savona i regionen Ligurien i Italien. Kommunen hade 1 075 invånare (2018).